# Стариково
Ста́риково (рос. Стариково) — село у складі Шуміхинського району Курганської області, Росія. Адміністративний центр Стариковської сільської ради.
Населення — 646 осіб (2010, 807 у 2002).
Національний склад станом на 2002 рік: росіяни — 93 %.